# Arqueología en Chile
Los inicios de la Arqueología en Chile se remontan al Siglo XIX. En este primer período se puede postular que a fines de la década de 1870 se inició un intento semi institucional de comenzar estudios de arqueología con la formación de la Sociedad Arqueológica de Santiago. 
En 1882 se publicó la obra «Los Aborígenes de Chile» de José Toribio Medina, que reunió por primera vez los datos existentes hasta el momento sobre la prehistoria del actual territorio de Chile, y los obtenidos a partir de los trabajos de investigación del autor.
A partir de los primeros años del siglo XX los especialistas en la Historia de Chile y de otras ciencias empiezan a demostrar un interés por esta nueva disciplina. Destacan en este segundo período Ricardo Latcham, quien presentó un trabajo de compilación de sus hallazgos e investigaciones en el marco del Cuarto Congreso Científico celebrado en Santiago de Chile en diciembre de 1908; Max Uhle, arqueólogo alemán llegado a Chile en 1911, Aureliano Oyarzún y Martín Gusinde, En esta etapa también se destacaron Augusto Capdeville que desarrolló una intensa actividad arqueológica en Taltal y Tomás Guevara, con sus trabajos sobre el pueblo mapuche.
El tercer período de la arqueología en Chile se extiende hasta la década de 1940. En este lapso mueren Latcham (1943) y Oyarzún (1947) y empiezan a consolidarse nuevos investigadores de la arqueología como Junius Bird, con importantes investigaciones en la zona sur y extremo norte del país, Francisco Cornely, que investigó la evolución de la cultura diaguita en el Valle del Elqui, Jorge Iribarren y Grete Mostny.
A partir de 1950 comenzaron a dictarse cursos y seminarios especializados en arqueología y antropología histórica y social, entre ellos los impartidos por Richard Schaedel, Ismael Silva y Osvaldo Menghín, entre otros. 
En 1954 se organizó el Centro de Estudios Antropológicos dependiente de la Universidad de Chile, en el cual participaron investigadores extranjeros y nacionales como Bernardo Berdichewsky, Carlos Munizaga, Alberto Medina, Jorge Kaltwasser, Juan Munizaga y Gonzalo Figueroa.
En este período también emergen las figuras del padre jesuita Gustavo Le Paige, quien desde 1955 centró su trabajo pastoral y de investigación en la zona de San Pedro de Atacama y Percy Dauelsberg, formador de arqueólogos e investigador en la región de Arica.
En 1963 se reunió el Congreso Internacional de Arqueología de San Pedro de Atacama y se definió la creación de la Sociedad Chilena de Arqueología, cuyos socios fundadores fueron Luis Álvarez Miranda, Bernardo Berdichewsky Scher; Percy Dauelsberg Hahmann; Gonzalo Figueroa García Huidobro; Guillermo Focacci Aste; Jorge Iribarren Charlín; Gustavo Le Paige De-Walque, Jorge Kaltwasser Passig, Julio Montané Marti, Grete Mostny Glaser, Carlos Munizaga Aguirre, Juan Munizaga Villavicencio, Hans Niemeyer Fernández, Lautaro Núñez Atencio, Mario Orellana Rodríguez, Virgilio Schiappacasse Ferreti y Jorge Silva Olivares.
A partir de 1970 la arqueología chilena se ve impulsada por el trabajo de profesionales con formación académica local y orientados hacia el estudio y la investigación en el propio país. Esta situación fue impactada por los cambios introducidos por la dictadura militar (1973-1990) cuyas políticas educativas implementaron un fuerte control sobre las disciplinas sociales, y el cierre de dos carreras de arqueología. 

Además de las universidades y las sociedades y colegios profesionales, los museos desarrollan importantes funciones como espacios de estudio e investigación.

## Museos
La preocupación por la investigación arqueológica dio lugar a la formación de diversas asociaciones, algunas de carácter local, que a su vez impulsaron la creación de museos o espacios de resguardo de colecciones. Entre ellos:
- Museo Regional de Iquique, iniciado en 1935 y creado formalmente en 1960.[16]
- Museo Fonck (Corporación Museo de Arqueología e Historia Francisco Fonck), creado en 1937 y nombrado en honor a Francisco Fonck.[17]
- Museo Regional de la Araucanía, creado en 1940 como Museo Araucano de Temuco.[18]
- Museo Arqueológico R.P. Gustavo Le Paige o Instituto de Investigaciones Arqueológicas y Museo R.P. Gustavo Le Paige s.j., creado en 1984 a partir de colecciones que Gustavo Le Paige preservaba en distintos espacios desde 1955.[19]
- Museo Arqueológico San Miguel de Azapa o Museo Universidad de Tarapacá San Miguel de Azapa, formado en 1957 a partir del Museo Regional de Arica sobre la base de las investigaciones de Max Uhle y Junius Bird.[20]
- Museo del Limarí, creado en 1963 como Museo Sociedad Arqueológica de Ovalle.[21]
- Museo Regional de Atacama, fundado en 1973, parcialmente dedicado a la arqueología.[22]
- Museo Antropológico Padre Sebastián Englert o Museo de Isla de Pascua, fundado en 1973 a partir de la donación que el Padre Sebastián Englert realizó de objetos, colecciones y documentos reunidos a lo largo de sus años de investigación.[23]
- Museo Arqueológico de Santiago, fundado en 1981 sobre la base de la colección de piezas que integró la muestra itinerante «Chile Indígena».[24]
- Museo de La Ligua, fundado en 1985 a partir de una experiencia educativa.[25]

## Legislación
En 1925 se establece por primera vez la protección sobre el patrimonio cultural a través del Decreto Ley 651 y la creación del Consejo de Monumentos Nacionales. En 1970 la ley 17288 amplía los alcances del anterior Decreto Ley y define, —«TITULO V - De los Monumentos Arqueológicos y Paleontológicos, de las Excavaciones e Investigaciones Científicas correspondientes»— las condiciones para el desarrollo del trabajo científico, la preservación de los sitios y el destino de los hallazgos, entre otras medidas.